# Moto E (2020)
El Moto E (2020) es un teléfono inteligente Android de gama baja fabricado por Motorola Mobility. Fue presentado el 5 de julio de 2020 junto al Moto G Fast.

## Diseño
La pantalla está hecha de vidrio. El estuche está hecho de plástico.
Se encuentran el conector micro USB, el altavoz y el micrófono. En la parte superior se encuentran el segundo micrófono y el conector de audio de 3,5 mm. En el lado izquierdo, hay una ranura para 1 tarjeta SIM y una tarjeta de memoria microSD de hasta 512 GB. En el lado derecho, hay botones de volumen y un botón de bloqueo del teléfono inteligente. El escáner de huellas dactilares se encuentra en el panel posterior. El único color disponible es azul medianoche.

## Características

### Plataforma
El dispositivo funciona con el procesador Qualcomm Snapdragon 632 y una GPU Adreno 506.

### Batería
El dispositivo tiene una batería no extraíble de 3550 mAh.

### Cámara
El dispositivo tiene dos cámaras traseras que consisten en un sensor ancho de 13 MP y un sensor de profundidad de 2 MP, con enfoque automático. Las cámaras traseras pueden grabar video a una resolución de 1080p @ 30fps. La cámara frontal utiliza un sensor de 5 MP.

### Pantalla
El dispositivo tiene una pantalla IPS LCD 720p de 6,2 pulgadas, con una resolución de 1520 × 720 píxeles y una relación de aspecto de 19:9, con un recorte en forma de lágrima para la cámara frontal.

### Memoria
El dispositivo se vende con 2 GB de RAM y 32 GB de almacenamiento interno que se puede ampliar con microSD.

### Software
El dispositivo funciona con Android 10. Motorola confirmó que el dispositivo no recibirá ninguna actualización de software.

## Recepción
La recepción es neutral, diciendo que es bueno por el precio y tiene buena duración de la batería. La crítica se centra principalmente en la cámara, la pantalla, el puerto micro USB, ya que la mayoría de los teléfonos inteligentes Android se han movido a USB-C y la falta de más actualizaciones de software.